# مونونغاهيلا
مونونغاهيلا (بالإنجليزية: Monongahela, Pennsylvania)‏ هي مدينة تقع في مقاطعة واشنطن (بنسيلفانيا) بولاية بنسيلفانيا في الولايات المتحدة. تبلغ مساحة هذه المدينة 5 (كم²)، بلغ عدد سكانها 4300 نسمة في عام 2010 حسب إحصاء مكتب تعداد الولايات المتحدة.

## التركيبة السكانية
حدّد مكتب تعداد الولايات المتحدة بيانات التركيبة السكانية لمونونغاهيلا في تعداد الولايات المتحدة. في ما يلي، التركيبة السكانية حسب تعدادي 2000 و2010.

### تعداد عام 2000
بلغ عدد سكان مونونغاهيلا 4,761 نسمة بحسب تعداد عام 2000، وبلغ عدد الأسر 2,139 أسرة وعدد العائلات 1,264 عائلة مقيمة في المدينة. في حين سجلت الكثافة السكانية 862.5 نسمة لكل كيلومتر مربع (2,233.9/ميل2). وبلغ عدد الوحدات السكنية 2,382 وحدة بمتوسط كثافة قدره 431.5 لكل كيلومتر مربع (1,117.6/ميل2).
وتوزع التركيب العرقي للمدينة بنسبة 94.94% من البيض و3.26% من الأمريكيين الأفارقة و0.08% من الأمريكيين الأصليين و0.19% من الأمريكيين ذوي الأصول الآسيوية و0.42% من الأعراق الأخرى و1.11% من عرقين مختلطين أو أكثر و0.71% من الهسبانيون أو اللاتينيون من أي عرق.
بلغ عدد الأسر 2,139 أسرة كانت نسبة 25.1% منها لديها أطفال تحت سن الثامنة عشر تعيش معهم، وبلغت نسبة الأزواج القاطنين مع بعضهم البعض 42% من أصل المجموع الكلي للأسر، ونسبة 12.8% من الأسر كان لديها معيلات من الإناث دون وجود شريك، بينما كانت نسبة 4.3% من الأسر لديها معيلون من الذكور دون وجود شريكة وكانت نسبة 40.9% من غير العائلات. تألفت نسبة 36.3% من أصل جميع الأسر من عدة أفراد يعيشون في نفس المنزل ونسبة 19.6% كانت تتألف من شخص يعيش بمفرده يبلغ من العمر 65 عاماً أو أكثر. وبلغ متوسط حجم الأسرة المعيشية 2.20، أما متوسط حجم العائلات فبلغ 2.87.
بلغ العمر الوسطي للسكان 42.2 عاماً. وكانت نسبة 20.1% من القاطنين تحت سن الثامنة عشر، وكانت نسبة 6.9% بين الثامنة عشر والرابعة والعشرين عاماً، ونسبة 27.3% كانت واقعةً في الفئة العمرية ما بين الخامسة والعشرين والرابعة والأربعين عاماً، ونسبة 22.4% كانت ما بين الخامسة والأربعين والرابعة والستين، ونسبة 22.1% كانت ضمن فئة الخامسة والستين عاماً فما فوق. يوجد لكل 100 أنثى 85.8 ذكر، ويوجد لكل 100 أنثى في الثامنة عشر من عمرها فما فوق 81.1 ذكر.
بلغ متوسط دخل الأسرة في المدينة 29,060 دولارًا، أما متوسط دخل العائلة فبلغ 36,528 دولارًا. وكان متوسط دخل الذكور 31,250 دولارًا مقابل 23,911 دولارًا للإناث. وسجل دخل الفرد الخاص بالمدينة 16,903 دولارًا. وكانت نسبة 11.1% من العائلات ونسبة 13.6% من السكان تحت خط الفقر، وكان من هؤلاء نسبة 26.8% تحت سن الثامنة عشر ونسبة 7.2% في الخامسة والستين من العمر وما فوق.

### تعداد عام 2010
بلغ عدد سكان مونونغاهيلا 4,300 نسمة بحسب تعداد عام 2010، وبلغ عدد الأسر 1,966 أسرة وعدد العائلات 1,108 عائلة مقيمة في المدينة. في حين سجلت الكثافة السكانية 779 نسمة لكل كيلومتر مربع (2,017.6/ميل2). وبلغ عدد الوحدات السكنية 2,265 وحدة بمتوسط كثافة قدره 410.3 لكل كيلومتر مربع (1,062.7/ميل2).
وتوزع التركيب العرقي للمدينة بنسبة 94.60% من البيض و2.60% من الأمريكيين الأفارقة و0.28% من الأمريكيين الأصليين و0.49% من الأمريكيين ذوي الأصول الآسيوية و0.35% من الأعراق الأخرى و1.67% من عرقين مختلطين أو أكثر و1.14% من الهسبانيون أو اللاتينيون من أي عرق.
بلغ عدد الأسر 1,966 أسرة كانت نسبة 24.5% منها لديها أطفال تحت سن الثامنة عشر تعيش معهم، وبلغت نسبة الأزواج القاطنين مع بعضهم البعض 37.1% من أصل المجموع الكلي للأسر، ونسبة 14.4% من الأسر كان لديها معيلات من الإناث دون وجود شريك، بينما كانت نسبة 4.8% من الأسر لديها معيلون من الذكور دون وجود شريكة وكانت نسبة 43.6% من غير العائلات. تألفت نسبة 37.3% من أصل جميع الأسر من عدة أفراد يعيشون في نفس المنزل ونسبة 17.7% كانت تتألف من شخص يعيش بمفرده يبلغ من العمر 65 عاماً أو أكثر. وبلغ متوسط حجم الأسرة المعيشية 2.19، أما متوسط حجم العائلات فبلغ 2.87.
بلغ العمر الوسطي للسكان 43.6 عاماً. وكانت نسبة 19.9% من القاطنين تحت سن الثامنة عشر، وكانت نسبة 7.4% بين الثامنة عشر والرابعة والعشرين عاماً، ونسبة 24.4% كانت واقعةً في الفئة العمرية ما بين الخامسة والعشرين والرابعة والأربعين عاماً، ونسبة 28.4% كانت ما بين الخامسة والأربعين والرابعة والستين، ونسبة 20% كانت ضمن فئة الخامسة والستين عاماً فما فوق. وتوزع التركيب الجنسي للسكان بنسبة 47.2% ذكور و52.8% إناث.

## أعلام
- يوجين لويس دودارو
- ميتش دانييلز
- باول ألين سيمونز
- كلايد بي. سميث
- فرد كوكس
- جون تايلور جاتو
- جيمس بي هيرون

## وصلات خارجية
- The US50 - Cities and Towns in Pennsylvania State

قالب:مدن بنسيلفانيا